# Greifenberg (Naturschutzgebiet)
Der Greifenberg ist ein vom Regierungspräsidium Karlsruhe am 10. Dezember 1975 durch Verordnung ausgewiesenes Naturschutzgebiet auf dem Gebiet der Gemeinde Östringen im Landkreis Karlsruhe. Das Gebiet wurde am 20. August 1999 von der Forstdirektion Karlsruhe zudem als Bannwald ausgewiesen.

## Lage und Beschreibung
Das 12,6 Hektar große Naturschutzgebiet liegt etwa einen Kilometer nordwestlich des Östringer Ortsteils Eichelberg im Distrikt Großer Wald. Es gehört naturräumlich zum Kraichgau und ist Teil des FFH-Gebiets Nördlicher Kraichgau. 
Das Gebiet ist vollständig mit Eichen-Hainbuchenwald bestockt. Der Bestand ist sehr alt- und totholzreich. Am Südhang kommen in der Krautschicht teilweise wärmeliebende Arten, wie Schwalbenwurz und Salbei-Gamander vor. Auch das Grüne Besenmoos ist am Greifenberg zu finden.